# Muzeum Wsi Kysuckiej
Muzeum Wsi Kysuckiej (słow. Múzeum kysuckej dediny) – skansen w północnej Słowacji, w bezpośrednim sąsiedztwie granicy państwowej słowacko-polskiej, położony w pobliżu wsi Nová Bystrica, w dolinie Chmura (Kysuce).
Stały skansen powstał w 1974 celem uratowania ludowych obiektów architektonicznych z terenu Kysuc, m.in. z obszaru przeznaczonego do zalania przez budowany zbiornik wodny Nová Bystrica. Zgromadzono tutaj m.in. dom mieszkalny u Rybov z Riečnicy, gospodarstwo do Potoka, gospodarstwo u Hruškuliaka, sezonowe domostwa zwane cholvarkami, młyn i tartak z Klubiny, kaplicę Matki Boskiej Różańcowej ze Zborova nad Bistricou, cmentarz z żelaznymi krzyżami, czy dom wójta Adama Poništa z Riečnicy. W sezonie letnim odbywają się pokazy etnograficzne i kulinarne. Dojazd do skansenu umożliwia m.in. zachowany fragment historycznej kolei wąskotorowej, funkcjonującej pod nazwą Historická lesná úvraťová železnica.